# Hello Mr. Billionaire
Pour plus de détails, voir Fiche technique et Distribution.
Hello Mr. Billionaire (西虹市首富, litt. « L'homme le plus riche de la ville de Xihong ») est une comédie chinoise écrite et réalisée par Damo Peng et Fei Yan, sortie le 27 juillet 2018 en Chine. Le scénario est proche de celui du film américain Comment claquer un million de dollars par jour de 1985.
Le film est premier du box-office chinois de 2018 lors de ses deux premiers week-end d'exploitation.

## Synopsis
Un gardien de but minable reçoit une mission : dépenser 1 milliard $ en trente jours. S'il réussit, il obtiendra 30 milliards $. Cependant, il n'est pas autorisé à parler de sa mission à quiconque et il ne doit posséder aucun objet de valeur à la fin.

## Distribution
- Shen Teng (en) : Wang Duoyu
- Vivian Sung : Xia Zhu
- Michael J. Gralapp : Warren Luffett (allusion à Warren Buffett)